# 제9회 가치봄영화제
제9회 가치봄영화제는 2008년 11월 3일에 열린 시상식이다.

## 수상 및 후보

### 상영작
- 가족 - 팽맹도
- 꿈의 농학교 - 이용보
- 룸메이트 - 송영윤
- 별별 이야기 2 - 여섯 빛깔 무지개 - 안동희 외7명
- 내 사랑 제제 - 박배일
- 엄마가 아들에게 사랑을 담아, 하이킥 - 이진영
- 물결이 일다 - 신동석
- 모노러브송 - 조민석
- 꿈이였으면 - 김해동
- 위기의 남자 - 고승현
- 거위도 난다 - 김형석
- 시린귀를 감싸며 - 문제용
- 봉천9동 - 조규준
- 원더풀데이 - 김현필
- 대화 - 한정국
- 제제에게 가는길 - 강우영
- 별별이야기 1 - 유진희 외9명
- 나 한가해요 - 이부옥
- 신데렐라를 찾습니다 - 김영순
- 고마워요 - 배가선
- 열정 가득한 이들 - 유승조
- 웃음을 잃어버린 아이 - 양선우
- 연시 - 구상범
- 해피버스데이 - 홍준겸
- 무밭에서 태어난 아이들 - 한만영
- 다섯개의 시선 - 박경완 외4명
- 리틀 인디언 보이 - 조창호
- 노을소리 - 홍두현
- 어떻게 사는게 행복 - 김춘식 외1명
- 내 아들 준수 - 오진환
- 할 말이 있습니다. - 윤한민
- 팬지와 담쟁이 - 계운경
- GP506 - 공수창
- 궤도 - 김광호